# Katja Paryla

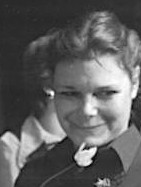
Katja Paryla (1980)

Katharina „Katja“ Paryla (* 25. Januar 1940 in Zürich, Schweiz; † 25. August 2013 in Wölsickendorf, Gemeinde Höhenland) war eine vor allem durch ihre Theaterarbeiten bekannte, in Deutschland wirkende Schauspielerin und Regisseurin.

## Leben
Katja Paryla war die Tochter des Schauspielers und Regisseurs Emil Paryla, der sich – zur Unterscheidung von seinem Bruder Karl – Emil Stöhr nannte, und dessen Frau Selly Paryla. Sie war die Cousine der Schauspieler Michael Paryla, Nikolaus Paryla und Stephan Paryla-Raky.
Sie wurde 1940 in Zürich geboren, wohin ihre Eltern nach dem „Anschluss Österreichs“ 1938 emigriert waren. 1946 übersiedelten die Parylas nach Wien. Nachdem im Zuge des Brecht-Boykotts das Neue Theater in der Scala 1956 geschlossen werden musste und ihr Vater keine Engagements mehr in Österreich erhielt, zog die Familie 1956 nach Ost-Berlin.
Sie besuchte zunächst die Hochschule für bildende und angewandte Kunst in Berlin-Weißensee, Fachrichtung Modegestaltung, die sie mit einem vorzüglichen Diplom abschloss (Diplom-Modegestalterin). 1960 bewarb sie sich an der Staatlichen Schauspielschule Berlin, die spätere Hochschule für Schauspielkunst „Ernst Busch“ Berlin, in Berlin-Schöneweide, die sie von 1961 bis 1963 besuchte. Ihr Schauspieldebüt gab sie an der Seite ihres Vaters im Deutschen Theater Berlin in Oldrich Daneks Stück Die Hochzeit des Heiratsschwindlers als Milena Andertschowa (1962). Wolfgang Heinz engagierte sie 1963 an die Volksbühne Berlin, Kurt Veth 1967 an das Maxim-Gorki-Theater.
Seit Ende der 1960er Jahre spielte Paryla auch zahlreiche Rollen in Film und Fernsehen. Ihre größten Erfolge waren zwei beliebte Kinderserien. In Spuk unterm Riesenrad (1978) verkörperte sie eine Geisterbahnfigur, die nach einer Säuberungsaktion in der Spree zum Leben erweckt wird und als schrullige Hexe Berlin und den Harz unsicher macht. In Spuk im Hochhaus (1981/1982) spielte sie die Rolle der untoten Räuberin Jette Deibelschmidt, die 200 Jahre nach ihrem Feuertod als Geist in einem Berliner Hochhausplattenbau sieben gute Taten vollbringen muss, um endlich die ewige Ruhe im Grab zu finden.

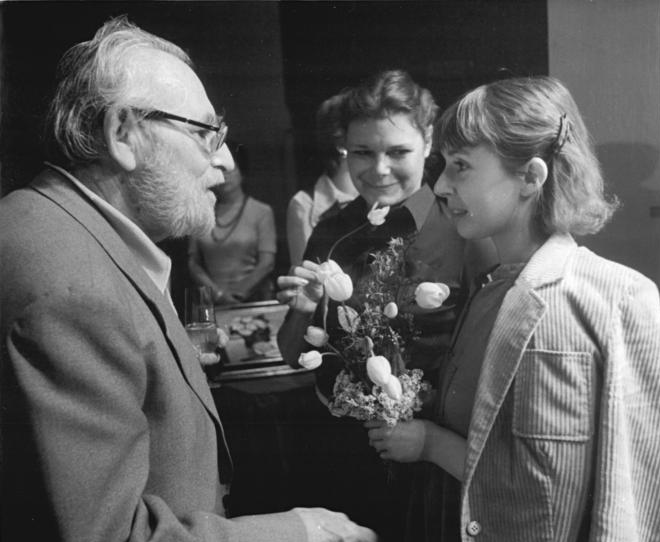
Wolfgang Heinz, Katja Paryla, Simone von Zglinicki (1980)

Von 1978 bis 1990 war sie Ensemblemitglied des Deutschen Theaters Berlin. Es folgten Engagements am Schillertheater Berlin, am Nationaltheater Weimar. Von 2004/2005 bis zum Ende der Spielzeit 2007/2008 war sie Schauspieldirektorin der Städtischen Theater Chemnitz; seit Spielzeitbeginn 2008/2009 arbeitete sie am Düsseldorfer Schauspielhaus.
Sie war Mitglied der Akademie der Künste und lebte in Wölsickendorf bei Bad Freienwalde (Oder).
Katja Paryla war in erster Ehe mit dem Schauspieler Kaspar Eichel verheiratet. Aus ihrer Lebensgemeinschaft mit dem Schauspieler und Regisseur Alexander Lang stammt der Sohn Alexej Paryla (* 1969), der als Grafiker und Bühnenbildner tätig ist. Zuletzt lebte sie mit dem Schauspieler Iván Gallardo in Wölsickendorf, Gemeinde Höhenland, Brandenburg.
1973 erhielt sie den Kunstpreis der DDR.

## Theater (Auswahl)

### Rollen

#### Volksbühne Berlin
- 1964: Kurt Tucholsky: Schloß Gripsholm (Billie) – Regie: Martin Eckermann  (Theater im 3. Stock)
- 1964: Manfred Bieler: Nachtwache (Inge) – Regie: Hans-Joachim Martens (Theater im 3. Stock)
- 1964: Horst Salomon: Katzengold
- 1965: Peter Hacks: Moritz Tassow (Mittelbauerntochter Jette) – Regie: Benno Besson
- 1966: Max Frisch: Andorra (Barblin) – Regie: Fritz Bornemann
- 1967: Peter Weiss: Die Verfolgung und Ermordung Jean Paul Marats (Rossignol) – Regie: Fritz Bornemann

#### Maxim-Gorki-Theater
- 1965: Wiktor Rosow: Am Tage der Hochzeit (Klawa)  a. G.
- 1966: Iwan Kotscherga: Der Uhrmacher und das Huhn (Lida)  a. G.
- 1967: Maxim Gorki: Wassa Schelesnowa (Rahel)
- 1967: Rainer Kerndl: Die seltsame Reise des Alois Fingerlein (Tomatenkarla)
- 1968: Luigi Pirandello: Liola (Tuzza) – Regie: Hans-Georg Simmgen
- 1968: Seán O’Casey: Der Stern wird rot (Julia) – Regie: Kurt Veth
- 1971: Carlo Goldoni: La donna di garbo oder Liebe macht erfinderisch (Rosaura)
- 1971: Rainer Kerndl: Wann kommt Ehrlicher? (Su)
- 1971: Armin Stolper: Himmelfahrt zur Erde (Taissja)
- 1972: William Congreve: Liebe für Liebe (Angelica) – Regie: Karl Gassauer
- 1973: Karl Gassauer: Der verspielte Scheidungsgrund (Dorothee)
- 1975: Franz Xaver Kroetz: Maria Magdalena (Mutter)
- 1975: Maxim Gorki: Die Letzten (Kolomizews Tochter) – Regie: Wolfgang Heinz
- 1978: Gerhart Hauptmann: Einsame Menschen (Anna Mahr)

#### Deutsches Theater Berlin
- 1962: Oldřich Daněk: Die Heirat des Heiratschwindlers – Regie: Horst Drinda (Kammerspiele)
- 1978: Andreas Gryphius: Horribilicribifax (Celestina) (Regie: Alexander Lang)
- 1978: Gotthold Ephraim Lessing: Miss Sara Sampson (Marwood) (Regie: Alexander Lang)
- 1979: Jürgen Groß: Trampelpfad (Kira) – Regie: Günter Falkenau (Kleine Komödie)
- 1980: William Shakespeare: Ein Sommernachtstraum (Titania) – Regie: Alexander Lang
- 1980: Sophokles: Elektra (Klytaimestra) – Regie: Friedo Solter (DT im Plenarsaal der Akademie der Künste)
- 1980: Anton Tschechow: Die Möwe (Frau Schamrajew) – Regie: Wolfgang Heinz
- 1981: Tadeusz Różewicz: Weiße Ehe (Tante) – Regie: Rolf Winkelgrund (DT im Maxim-Gorki-Theater Berlin)
- 1982: Alexander Lang nach Heinrich Mann: Die traurige Geschichte von Friedrich dem Großen (Sophie Dorothee) – (Regie: Alexander Lang) mit Kurt Böwe
- 1983: Bertolt Brecht: Die Rundköpfe und die Spitzköpfe (Nanna) – Regie: Alexander Lang
- 1984: Christian Dietrich Grabbe: Herzog Theodor von Gothland (Dirne) (Regie: Alexander Lang)
- 1984: Johann Wolfgang von Goethe: Iphigenie auf Tauris (Iphigenie) (Regie: Alexander Lang)
- 1986: Euripides: Medea (Medea) (Regie: Alexander Lang)
- 1986: August Strindberg: Totentanz (Alice) (Regie: Alexander Lang)
- 1987: Gotthold Ephraim Lessing: Nathan der Weise (Sittah) Regie: Friedo Solter
- 1988: Volker Braun: Transit Europa (Wirtin)

### Inszenierungen
- 2011: Nachtasyl (Maxim Gorki), Theater Vorpommern Greifswald

## Filmografie (Auswahl)
- 1963: Die Spur führt in den 7. Himmel (TV-Film in fünf Teilen)
- 1965: Schlafwagen Paris–München (Fernsehfilm)
- 1965: Tiefe Furchen
- 1967: Die Räuber (Fernsehfilm)
- 1969: Geheime Spuren (Fernsehserie, zwei Folgen)
- 1970: Netzwerk
- 1971: Die Russen kommen
- 1971: Kennen Sie Urban?
- 1971: Karriere
- 1975: Die unheilige Sophia
- 1975: Zwischen Nacht und Tag
- 1976: Beethoven – Tage aus einem Leben
- 1979: Spuk unterm Riesenrad
- 1979: Karlchen, durchhalten!
- 1979: P.S.
- 1980: Polizeiruf 110: Der Einzelgänger (Fernsehreihe)
- 1980: Levins Mühle
- 1982: Spuk im Hochhaus
- 1983: Film-Salabim
- 1983: Die traurige Geschichte von Friedrich dem Großen (Theateraufzeichnung)
- 1985: Die Rundköpfe und die Spitzköpfe (Theateraufzeichnung)
- 1987: Die erste Reihe (Fernsehfilm)
- 1989: Ich, Thomas Müntzer, Sichel Gottes
- 1991: Stein
- 1992: Die Verfehlung

## Hörspiele und Features
- 1967: Gerhard Stübe: John Reed. Dramatische Chronik in drei Teilen (Mabel Dodge) – Regie: Fritz Göhler (Hörspiel – Rundfunk der DDR)
- 1970: Tschingis Aitmatow: Die Straße des Sämanns (Aliman) – Regie: Werner Grunow (Rundfunk der DDR)
- 1976: Lia Pirskawetz: Das Haus am Park (Benita) – Regie: Barbara Plensat (Hörspiel – Rundfunk der DDR)
- 1977: Samuil Marschak: Das Katzenhaus (Ein Schwein) – Regie: Jürgen Schmidt (Kinderhörspiel – Litera)
- 1978: Ödön von Horváth: Kasimir und Karoline (Erna) – Regie: Werner Grunow (Hörspiel – Rundfunk der DDR)
- 1980: Elisabeth Panknin: Prinz Rosenrot und Prinzessin Lilienweiß oder die bezauberte Lilie (Kasperl) – Regie: Joachim Staritz (Kinderhörspiel – Rundfunk der DDR)
- 1980: Lia Pirskawetz: Stille Post (Gusti, Schriftstellerin) – Regie: Horst Liepach (Biografie – Rundfunk der DDR)
- 1982: Irina Liebmann: Sie müssen jetzt gehen, Frau Mühsam – Regie: Barbara Plensat (Rundfunk der DDR)
- 1983: Lion Feuchtwanger: Erfolg (Johanna) – Regie: Werner Grunow (Rundfunk der DDR)
- 1984: Albert Wendt: Vogelkopp (Königin) – Regie: Norbert Speer (Kinderhörspiel – Rundfunk der DDR)
- 2000: Stefan Mahlke: Stopfe ihm das Maul (Helene Weigel in Briefen und Tondokumenten) – Regie: Jürgen Dluzniewski (Feature – MDR)